# 顎下三角
顎下三角（がっかさんかく、submandibular triangle, submaxillary, digastric triangle, trigonum submandibulare）とは、顎二腹筋の前腹と後腹と下顎骨に囲まれ、顎舌骨筋を床とする構造である。顎下腺はここに位置する。